# Oliarus pseudoballista
Oliarus pseudoballista är en insektsart som beskrevs av Van Stalle 1984. Oliarus pseudoballista ingår i släktet Oliarus och familjen kilstritar. Inga underarter finns listade i Catalogue of Life.